# وزارة التجارة والصناعة والطاقة (كوريا الجنوبية)
وزارة التجارة والصناعة والطاقة (بالكورية: 대한민국 산업통상자원부)‏ هي وزارة في حكومة كوريا الجنوبية تهتم بتنظيم بعض السياسات الاقتصادية خاصة فيما يتعلق بقطاعي الصناعة والطاقة. كما تعمل الوزارة على تشجيع الاستثمار الأجنبي في كوريا. الوزير الحالي هو لي تشانغ يانغ. يقع المقر الرئيسي في مجمع حكومة منطقة سيجونغ في مدينة سيجونغ.

## وصلات خارجية
- صفحة الوزارة الرسمية بالإنجليزية
- صفحة الوزارة الرسمية باللغة الكورية
- وزارة اقتصاد المعرفة (أرشيف)